# 아산시 갑
아산시 갑은 대한민국의 국회의원 선거구이다. 충청남도 아산시 일부 지역을 관할한다. 현 지역구 국회의원은 더불어민주당의 복기왕이다.

## 역사
대한민국 제20대 국회의원 선거를 앞두고 아산시의 인구 증가로 인해 아산시 선거구가 갑, 을로 분구되면서 신설되었다. 신설 당시 선장면, 도고면, 신창면, 온양동 일대를 관할하였다.

## 관할 구역
| 대수  | 관할 구역                                                                           |
| ----- | ----------------------------------------------------------------------------------- |
| 20대~ | 아산시 선장면, 도고면, 신창면, 온양1동, 온양2동, 온양3동, 온양4동, 온양5동, 온양6동 |

## 역대 국회의원
| 선거   | 정당 | 정당         | 의원   |
| ------ | ---- | ------------ | ------ |
| 2016년 |      | 새누리당     | 이명수 |
| 2020년 |      | 미래통합당   | 이명수 |
| 2024년 |      | 더불어민주당 | 복기왕 |

## 역대 선거 결과

### 대한민국 제20대 국회의원 선거
|  | 55.09% |

|  | 44.90% |

### 대한민국 제21대 국회의원 선거
|  | 49.82% |

|  | 49.09% |

|  | 1.07% |

### 대한민국 제22대 국회의원 선거
|  | 53.79% |

|  | 44.09% |

|  | 2.10% |